# 장원기
장원기(1981년 2월 5일~)는 대한민국의 가수이다.

## 방송 출연
- 2013년 Mnet 《슈퍼스타K 5》 - Top5
- 2014년 Mnet 《트로트 엑스》 - Top16
- 2020년 KBS1 《한국인의 노래》

## 음반
개인 음반
- 《소울치킨》 (2014년)
- 《인터뷰 (Interview)》(with 씨에스피) (2015년)
- 《Tonight》 (2016년)
- 《I Loved You》 (2016년)
- 《가요무대》 (2018년)

에보니힐
- 《We Are Ebonyhill》 (2008년)
- 《Evolution》 (2010년)
- 《하루하루》 (2012년)
- 《오프더레코드 길에서 음악을 만나다》 (2012년)

## 수상
- 2014년 한중 창조경제인 대상 대중문화 교류부문 특별상